# Miroslav Vančura
Miroslav Vančura (27. listopadu 1921 Nymburk – 25. června 1987 Praha) byl český vědec a výzkumník, který působil celý profesní život v českém pivovarnictví. S malou výjimkou byl zaměstnán ve Výzkumném ústavu pivovarském a sladařském. Specializoval se na problematiku chmele a chmelařských preparátů.

## Životopis
Po maturitě na reálné škole studoval na vysoké škole. Studia po uzavření českých vysokých škol nacisty přerušil a dokončil je až po druhé světové válce. Během války pracoval v nymburském pivovaru a cukrovaru. V roce 1950 nastoupil do Výzkumného ústavu pivovarského a sladařského v Praze, kde spolupracoval s jeho tehdejším ředitelem Václavem Salačem. Měl velký podíl na vypracování technologického projektu výroby českého standardního chmelového extraktu (zkoušky proběhly v roce 1958 a výroba byla zahájena v n. p. Aroma krátce poté).
Zabýval se rovněž studiem vlivu hořkých kyselin a chmelových tříslovin na senzorické vlastnosti piva. Při své výzkumné činnosti spolupracoval zejména s Výzkumným a šlechtitelským ústavem chmelařským v Žatci (dnešní Chmelařský institut) kde byl členem vědecké rady a zastupoval VÚPS v redakční radě časopisu Chmelařství.
Do důchodu odešel počátkem roku 1985.

## Dílo
Výsledky své vědecké činnosti publikoval v mnoha desítkách statí a článků v československých odborných časopisech.
Kromě vědecké a výzkumné činnosti působil i jako zástupce ředitele VÚPS, v odborových orgánech a v Československé vědeckotechnické společnosti. Za svou činnost a přínos vědě byl nositelem vyznamenání Zasloužilý pracovník koncernu Pivovary a sladovny, Praha.